# Cryptoconidae
De Cryptoconidae zijn een familie van uitgestorven weekdieren uit de klasse van de Gastropoda (slakken).

## Geslacht
- † Cryptoconus Koenen, 1867